# Pauli Siitonen
Pauli Ensio Siitonen (Simpele, 3 febbraio 1938 – Espoo, 20 aprile 2024) è stato un fondista finlandese.

## Biografia
Originario di Simpele, oggi parte del comune di Rautjärvi, in carriera prese parte a un'edizione dei Giochi olimpici invernali, Grenoble 1968, dove fu 19° nella 50 km.
Esperto delle competizioni sulle lunghe distanze, fu vincitore della Marcialonga nel 1972, della Vasaloppet nel 1973, della Finlandia-hiihto negli anni 1976–1980 e della competizione tedesca König-Ludwig-Lauf negli anni 1974, 1976–1979 e 1981.

## Il passo Siitonen
Siitonen fu un pioniere di quella in seguito definita la tecnica libera (o passo pattinato): nella tecnica da lui introdotta, uno sci rimaneva all'interno del consueto binario da tecnica classica, mentre l'altro - quello di spinta - veniva portato all'esterno e posizionato diagonalmente, con un movimento analogo a quello del pattinaggio di velocità su ghiaccio. Altri sciatori tuttavia ebbero già sperimentato movimenti analoghi dalla fine degli anni sessanta.